# Jezus z Nazaretu (publikacja)
Jezus z Nazaretu – książka autorstwa papieża Benedykta XVI. Jest to pierwsza publikacja książkowa tego autora po wstąpieniu na tron papieski. Wydana została 16 kwietnia 2007 roku, jako pierwszy z tomów zamierzonego cyklu o życiu Jezusa Chrystusa. W marcu 2011 ukazał się drugi tom, a w listopadzie 2012 - tom III.

## Tom I: Od chrztu w Jordanie do Przemienienia

### Geneza
Benedykt XVI pisze w Przedmowie, że książka ta jest owocem jego długiej wewnętrznej drogi. Pierwsze prace rozpoczął w czasie letniego urlopu w 2003 r. Przedmowa jest opatrzona datą 30 września 2006 r. W sierpniu 2004 papież nadał ostateczny kształt rozdziałom 1-4. Po wyborze na papieża 19 kwietnia 2005 r. wykorzystywał wszystkie wolne chwile na pisanie kolejnych części książki, jak pisze. Zdecydował się na opublikowanie 10 rozdziałów jako część pierwszą trzytomowego dzieła. Tom I zaczyna się od chrztu Jezusa. Benedykt XVI argumentował to słowami: wydawało mi się, że pilniejszą sprawą będzie przedstawienie postaci i orędzia Jezusa w Jego działalności publicznej i przyczynienie się w ten sposób do umacniania żywej z Nim relacji. 
Tytuł oryginału to: Jesus von Nazareth, 1. Teil Von der Taufe im Jordan bis zur Verklarung.
Polska wersja pierwszej części została wydana nakładem wydawnictwa M z Krakowa w 2007 r. Autorem przekładu jest Wiesław Szymona OP. Okładka przedstawia fragment dzieła Rafaela "Przemienienie Pańskie" (1517-1520), obrazującego unoszącego się w niebiosach Jezusa w otoczeniu Mojżesza i Eliasza na błękitnym tle. Okładkę zaprojektował Radosław Krawczyk.

### Zawartość
- Przedmowa
- Wstęp – Pierwsze spojrzenie na tajemnicę Jezusa
- Rozdział 1 – Chrzest Jezusa
- Rozdział 2 – Kuszenie Jezusa
- Rozdział 3 – Ewangelia o Królestwie Bożym
- Rozdział 4 – Kazanie na Górze
  - Błogosławieństwa
  - Tora Mesjasza
    - Powiedziano – A ja wam mówię
    - Spór o szabat
    - Czwarte przykazanie – rodzina, naród i wspólnota uczniów Jezusa
    - Kompromis a radykalizm proroków
- Rozdział 5 – Modlitwa Pańska
- Rozdział 6 – Uczniowie
- Rozdział 7 – Orędzie przypowieści
- Rozdział 8 – Wielkie obrazy w Ewangelii Jana
  - Wprowadzenie
    - Problem pism Jana

  - Wielkie obrazy w Ewangelii Jana
    - Woda
    - Krzew winny i wino
    - Chleb
    - Pasterz
- Rozdział 9 – Dwa doniosłe etapy na drodze Jezusa: wyznanie Piotra i Przemienienie
  - Wyznanie Piotra
  - Przemienienie
- Rozdział 10 – Jezus mówi o sobie
  - Syn Człowieczy
  - Syn
  - "Ja jestem"
- Informacje bibliograficzne

## Tom II
Druga część Jezusa z Nazaretu poświęcona jest ostatniemu etapowi działalności Jezusa, od wjazdu do Jerozolimy do jego śmierci i zmartwychwstania. Jej publikacja w 20 krajach zapowiedziana została na 13 marca 2011. W odróżnieniu od pierwszej części tłumaczenie zlecono pracownikom watykańskiego Sekretariatu Stanu, a nie tłumaczom zewnętrznym.

### Zawartość
- Przedmowa
- Wstęp – Pierwsze spojrzenie na tajemnicę Jezusa
- Rozdział 1 - Wjazd do Jerozolimy i oczyszczenie świątyni
  - Wjazd do Jerozolimy
  - Oczyszczenie świątyni
- Rozdział 2 – Eschatologiczna mowa Jezusa
  - Koniec świątyni
  - Czas pogan
  - Proroctwo i apokalipsa w mowie eschatologicznej
- Rozdział 3 – Umycie nóg
- Rozdział 4 – Modlitwa arcykapłańska Jezusa
  - Żydowskie święto przebłagania jako biblijne tło modlitwy arcykapłańskiej
  - Cztery wielkie tematy modlitwy arcykapłańśkiej
- Rozdział 5 – Ostatnia Wieczerza
  - Data Ostatniej Wieczerzy
  - Ustanowienie Eucharystii
  - Teologia słów ustanowienia
  - Od Wieczerzy do Eucharystii niedzielnego poranka
- Rozdział 6 – Getsemani
  - W drodze na górę Oliwną
  - Modlitwa Jezusa
  - Wola Jezusa i wola Ojca
  - Modlitwa Jezusa na Górze Oliwnej w Liście do Hebrajczyków
- Rozdział 7 – Proces Jezusa
  - Wstępne obrady Sanhedrynu
  - Jezus przed Sanhedrynem
  - Jezus przed Piłatem
- Rozdział 8 – Ukrzyżowanie Jezusa i złożenie do Grobu
  - Rozważanie wstępne: Słowo a wydarzenie w opisie Męki
  - Jezus na krzyżu
  - Śmierć Jezusa jako pojednanie (ekspiacja) i zbawienie
- Rozdział 9 – Zmartwychwstanie Jezusa 
  - Czym jest Zmartwychwstanie Jezusa
  - Dwa różne modele świadectw Zmartwychwstania
    - Tradycja wyznań wiary
    - Tradycja jako narracja

  - Podsumowanie: istota Zmartwychwstania Jezusa i jego historyczne znaczenie
- Perspektywy 
  - Wstąpił na niebiosa - siedzi po prawicy Ojca i powtórnie przyjdzie w chwale
- Bibliografia

## Tom III
Trzecia część cyklu poświęcona jest dzieciństwu Jezusa. Książka została ukończona przez Benedykta XVI w sierpniu 2012, a wydana 21 listopada 2012.